# Panhard AML
O Panhard AML (Auto Mitrailleuse Légère, ou "Auto Metralhadora Ligeira") é um blindado ligeiro, rápido e de longo alcance, especialmente adequado a missões de reconhecimento. Concebido a partir de um chassis blindado 4×4, pesa aproximadamente 5.5 toneladas, tornando-se assim, aerotransportável. Desde 1959, os AML foram adquiridos por vários países, um pouco por todo o mundo, tendo sido utilizados por 54 governos nacionais e outras entidades, sendo usado regularmente em combate.
O AML-245, foi em tempos considerado como a mais bem armada viatura de reconhecimento em serviço, estado a versão AML90, equipada com um canhão estriado de baixa velocidade, DEFA D921 90 mm, capaz de disparar munições explosivas ou anti tanque, enquanto que a versão AML60, estava armada com um morteiro de carregamento pela culatra de 60 mm e duas metralhadoras, MAS AA-52 NF-1 de 7.5mm. O AML 90, era capaz de destruir alvos a distâncias até 1500 metros, com o seu canhão D921. Nesta configuração, era considerado um adversário à altura, para carros de combate (tanques) de gerações mais antigas, como é o caso do T-55 Soviético.
Os AML foram amplamente usados em Angola, no Iraque, no Chad  e também na guerra civil Libanesa, que ocorreu entre 1975 e 1990.